# Aleksandra Ledwoń
Aleksandra Wiesława Ledwoń – polska doktor habilitowany nauk rolniczych, adiunkt w Szkole Głównej Gospodarstwa Wiejskiego w Warszawie, specjalistka od chorób ptaków.

## Kariera naukowa
W 2005 roku na Wydziale Medycyny Weterynaryjnej Szkoły Głównej Gospodarstwa Wiejskiego w Warszawie uzyskała stopień doktora nauk weterynaryjnych na podstawie rozprawy pt. Występowanie prątków gruźlicy i niegruźliczych w kałomoczu papug pochodzących z ogrodów zoologicznych i prywatnych hodowli oraz eksperymentalne zakażenie papużek falistych wybranymi gatunkami Mycobacterium, której promotorem był Piotr Szeleszczuk. W 2006 roku została zatrudniona na tejże uczelni, a w 2019 roku uzyskała na jej Wydziale Medycyny Weterynaryjnej stopień doktora habilitowanego nauk rolniczych w dyscyplinie weterynarii na podstawie pracy pt. Występowanie, diagnostyka i terapia zakażeń Mycobacterium spp. u ptaków.